# Aetomilitsa
Aetomilitsa (en griego: Αετομηλίτσα, antes de 1927: Δέντσικο - Dentsiko, en arrumano: Densko, Denicko) es un pueblo en la unidad periférica de Ioánina, Epiro, Grecia. Desde la reforma del gobierno local de 2011 forma parte del municipio Konitsa, del cual es una unidad municipal. Antes de 2011, era una comunidad independiente. El censo de 2011 registró 432 residentes en el pueblo. La comunidad de Aetomilitsa cubre un área de 51 km².

## Geografía
El pueblo se encuentra en la montaña Gramos . Es una de las comunidades más altas de Grecia situada a una altitud entre 1385 y 1485 metros. Un lago glacial, lago Moutsalia (en griego: Λίμνη Μουτσάλια) está situado 5 km en línea recta o 13 km en coche por un camino de tierra desde Aetomilitsa.

## Climatizado
Aetomilitsa tiene un clima continental húmedo de verano cálido (clasificación climática de Köppen: Dfb) usando el 0 °C, o un clima oceánico templado (clasificación climática de Köppen: Cfb) usando el -3 °C para el mes más frío. Aetomilitsa experimenta inviernos fríos con altas precipitaciones y veranos cálidos y secos.
| Parámetros climáticos promedio de Aetomilitsa    | Parámetros climáticos promedio de Aetomilitsa | Parámetros climáticos promedio de Aetomilitsa | Parámetros climáticos promedio de Aetomilitsa | Parámetros climáticos promedio de Aetomilitsa | Parámetros climáticos promedio de Aetomilitsa | Parámetros climáticos promedio de Aetomilitsa | Parámetros climáticos promedio de Aetomilitsa | Parámetros climáticos promedio de Aetomilitsa | Parámetros climáticos promedio de Aetomilitsa | Parámetros climáticos promedio de Aetomilitsa | Parámetros climáticos promedio de Aetomilitsa | Parámetros climáticos promedio de Aetomilitsa | Parámetros climáticos promedio de Aetomilitsa |
| Mes                                              | Ene.                                          | Feb.                                          | Mar.                                          | Abr.                                          | May.                                          | Jun.                                          | Jul.                                          | Ago.                                          | Sep.                                          | Oct.                                          | Nov.                                          | Dic.                                          | Anual                                         |
| ------------------------------------------------ | --------------------------------------------- | --------------------------------------------- | --------------------------------------------- | --------------------------------------------- | --------------------------------------------- | --------------------------------------------- | --------------------------------------------- | --------------------------------------------- | --------------------------------------------- | --------------------------------------------- | --------------------------------------------- | --------------------------------------------- | --------------------------------------------- |
| Temp. máx. media (°C)                            | 1.35                                          | 4.05                                          | 8.25                                          | 11.39                                         | 16.83                                         | 20.88                                         | 26.52                                         | 25.39                                         | 21.93                                         | 14.78                                         | 7.53                                          | 3.41                                          | 13.5                                          |
| Temp. media (°C)                                 | -1.65                                         | 0.02                                          | 3.11                                          | 7.42                                          | 12.30                                         | 16.16                                         | 20.39                                         | 20.76                                         | 15.45                                         | 8.68                                          | 3.53                                          | -0.2                                          | 8.8                                           |
| Temp. mín. media (°C)                            | -5.30                                         | -3.32                                         | -1.19                                         | 2.27                                          | 5.86                                          | 9.42                                          | 12.40                                         | 12.10                                         | 7.67                                          | 4.39                                          | -0.86                                         | -4.04                                         | 3.3                                           |
| Precipitación total (mm)                         | 144.84                                        | 144.48                                        | 115.25                                        | 105.99                                        | 111.82                                        | 66.35                                         | 51.45                                         | 58.93                                         | 54.78                                         | 103.68                                        | 155.22                                        | 172.09                                        | 1284.9                                        |
| Horas de sol                                     | 119.09                                        | 125.85                                        | 154.85                                        | 162.02                                        | 205.07                                        | 275.09                                        | 295.31                                        | 270.15                                        | 200.00                                        | 167.03                                        | 113.25                                        | 85.92                                         | 2173.6                                        |
| Fuente: Hellenic National Meteorological Service |                                               |                                               |                                               |                                               |                                               |                                               |                                               |                                               |                                               |                                               |                                               |                                               |                                               |

## Historia
Aetomilitsa está hoy habitada principalmente por arrumanos.[cita requerida] (valacos) que son cristianos ortodoxos griegos. Durante un tiempo durante la guerra civil griega (1946-1949), Aetomilitsa fue la sede de los rebeldes comunistas, el llamado "Gobierno Democrático Provisional".